# メルディアDC
株式会社メルディアDC（英: MELDIA Development & Construction CO.,LTD）は、大阪市淀川区に本社を置く建設会社である。オープンハウスグループのグループ会社であり、プレサンスコーポレーションの子会社。

## 概要
アパート、中小規模のマンションの設計施工、販売、賃貸事業を中心事業としている。
オープンハウスグループの子会社であるプレサンスコーポレーションは2023年12月22日、メルディアDCを株式公開買付けにより株主を三栄建築設計とプレサンスコーポレーションのみとするする事を発表。2024年2月14日にプレサンスコーポレーションによる株式公開買付けが成立。メルディアDCは同年4月24日に株式併合により上場廃止となった。

## 沿革
- 1993年（平成5年）10月 滋賀県大津市にて株式会社シードとして設立。
- 1999年（平成11年）7月 本社を京都市山科区に移転。
- 1999年（平成11年）12月 大阪証券取引所ナスダックジャパン（後のJASDAQ）に上場。
- 2007年（平成19年）6月 本社を同区内で移転。
- 2009年（平成21年）8月 滋賀県を基盤とし、民事再生法の適用を申請していた平和奥田株式会社の建設関連事業につき業務支援することを決定。基本協定書を締結[6]。
- 2010年（平成22年）1月 平和奥田株式会社の事業のうち、滋賀県を中心とする近畿二府四県、三重県及び愛知県の建築事業・住宅事業を承継した、平和建設株式会社の全株式を平和奥田株式会社から取得[7]。
- 2013年（平成25年）5月 株式会社三栄建築設計（現：株式会社メルディア）の連結子会社となる。
- 2014年（平成26年）7月 平和建設株式会社を吸収合併し、シード平和株式会社に商号変更[8][9]。大阪府豊中市に大阪支店を開設し滋賀県東近江市に滋賀支店を開設。
- 2015年（平成27年）8月 本社を現在地に移転。旧本社を京都本店に改称。大阪支店および東京営業所を本社に統合。
- 2018年（平成30年）7月 滋賀県近江八幡市鷹飼町に滋賀支店を移転。
- 2021年（令和3年）10月 現商号に商号変更[10]。
- 2024年（令和6年）
  - 2月 株式会社プレサンスコーポレーションによる株式公開買付けが成立。
  - 4月24日 - 東京証券取引所グロース市場上場廃止[1]。
  - 4月26日 - 株式併合により、株主がメルディアとプレサンスコーポレーションのみとなる[1]。
  - 5月24日 - 自己株式取得及びプレサンスコーポレーションによる端数株式取得により、親会社がプレサンスコーポレーションとなる[11]。